# Naučná stezka Oldřichovské bučiny
Naučná stezka Oldřichovské bučiny je turistická trasa na západní straně Jizerských hor, které se nacházejí v severních partiích České republiky. Vede po severní straně národní přírodní rezervace Jizerskohorské bučiny v katastru obce Oldřichov v Hájích. Trasa spojuje Oldřichovské sedlo a Lysé skály, odkud dále pokračuje na Skalní hrad. Výstavbu stezky dělníci započali během září roku 2014. Hotovo měli v prvním pololetí následující roku a 26. května 2015 ji otevřeli. Slavnosti se vedle jiných zúčastnili náměstek ministra životního prostředí Vladimír Dolejský a ředitel Agentury ochrany přírody a krajiny České republiky (AOPK ČR) František Pelc.

## Popis
Trasa stezky má délku 1,3 kilometru a je na ní situováno celkem osmnáct zastavení, které vybudovala Správa Chráněné krajinné oblasti Jizerské hory ve spolupráci se studenty liberecké Technické univerzity. Zastavení jsou interaktivní a snaží se přimět návštěvníky vnímat zdejší přírodu všemi svými smysly. Jedno z nich má například podobu dutého stromu, ve které jsou osazeny modely dutinových ptáků, již ve zdejší krajině žijí. Jiné má podobu lebky, z níž vyrůstá strom, což má symbolizovat, že smrtí v přírodě nic nekončí.
Vzhledem k tomu, že trasa naučné stezky je vedena náročněji konfigurovaným terénem, je její absolvování doporučeno především pěším turistům. Pro cyklisty ani pro rodiny s kočárky není s ohledem na přítomnost například dřevěných schodů na její trase naučná stezka vhodná.